# لوئیس پریه‌تو
لوئیس پریه‌تو (اسپانیایی: Luis Prieto‎؛ زادهٔ ۱۰ ژوئیهٔ ۱۹۷۰) یک کارگردان فیلم، و فیلم‌نامه‌نویس اهل اسپانیا است.
از فیلم‌ها یا مجموعه‌های تلویزیونی که وی در آن‌ها نقش داشته‌است می‌توان به آدم‌ربایی اشاره نمود.